# Lycée Michel-Rodange
Le lycée Michel-Rodange (abrégé LMRL) est un établissement scolaire public luxembourgeois situé à Luxembourg-Ville. Il a été créé en 1968.

## Historique
Le lycée a été créé par la loi du 5 août 1968, qui prévoit la création d'un quatrième établissement secondaire public sur le territoire de la ville de Luxembourg, et a pris le nom de l'écrivain luxembourgeois Michel Rodange (1827-1876) en 1970. Le lycée a d'abord été abrité dans des locaux provisoires, tandis que la construction des bâtiments définitifs s'est faite à partir de 1970.

## Localisation
Le lycée est installé sur le Campus Geesseknäppchen, qui est situé au sud-ouest de la ville de Luxembourg, sur les quartiers d'Hollerich et de Merl, à proximité du point d'arrivée de l'autoroute A4. Il partage ce campus avec d'autres établissements d'enseignement comme l'Athénée de Luxembourg, le lycée Aline-Mayrisch, l'École de commerce et de gestion et le Conservatoire de Luxembourg.

## Direction
- Pierre Goedert, 1968 à 1984
- Monique Klopp-Albrecht, 1984 à 2003
- Gilbert Pesch, 2003 à 2011
- Jean-Claude Hemmer 2011 à aujourd'hui

## Anciens professeurs et élèves célèbres
- Jean-Claude Juncker : ancien premier ministre du Luxembourg (1995-2013), président de la Commission européenne depuis 2014 (*1954, élève)[3]
- Mady Delvaux-Stehres : Ministre de l'éducation 2004-2013, député européenne depuis 2014 (*1950, professeure)[4]
- Françoise Hetto-Gaasch : Ministre des Classes moyennes et du Tourisme, et de l'Égalité des chances 2009-2013 (*1960, élève)[5]